# Laax
Laax é uma comuna da Suíça, no Cantão Grisões, com cerca de 1.218 habitantes. Estende-se por uma área de 31,68 km², de densidade populacional de 38 hab/km². Confina com as seguintes comunas: Elm (GL), Falera, Flims, Ruschein, Sagogn, Schluein.
As línguas oficiais nesta comuna são o alemão e o romanche.